# 真木しおり
真木 しおり（まき しおり、2000年〈平成12年〉6月16日 - ）は、日本のグラビアアイドル、タレント、レースクイーン、トラックドライバー。かつては樋井 紅陽（ひのい あさひ）名義で女性アイドルグループ・campusで活動していた。ワンエイトプロモーション所属。大阪府大阪市大正区出身。

## 略歴

### アイドルとして
2015年、関西の格闘技大会「WARDOG CAGE FIGHT」にラウンドガールとして参加。翌2016年3月20日、女性アイドルグループ・ハコイリ♡ムスメの新メンバーとしてお披露目するが、2日後の3月22日に加入取り消しを発表。
その後、Production Iに所属。2016年6月、ミスFLASH2017にエントリーされ、ファイナリストに選出するも受賞はならず。同年7月、キャンパスライフ型アイドルユニット「campus」に加入。グループの出席番号は15で、保健委員担当だった。
2017年、真木しおりに改名し、ワンエイトプロモーションに所属。同年10月7日発売の「週刊プレイボーイ」（集英社）や11月6日発売「週刊ヤングマガジン」（講談社）などにグラビアが掲載される。
2019年、「K-1 GIRLS team K-1」としてK-1のラウンドガールを務める。

### レースクイーンとして
ひのいあさひ時代の2017年にレースクイーンデビュー。スーパー耐久・TOWA INTECやADVAN GALで活動。改名後の2018年には事務所の同僚だった久保田杏奈と共にSUPER GT・マッハ車検GAL（TEAM MACH）を務め、2019年にはSUPER GT「ARTA GALS」メンバーに選出。満年齢19歳で“サーキット・アテンダント”となり、以後2025年現在に至るまで歴代最多の7年連続でARTA GALSを務めている。そのうち2019 - 2021年度メンバーの綾瀬まおや、2022年度メンバーの桜田莉奈（アイズ所属）、2023年度メンバーで同じ事務所の藤井マリーとは、2021年の「raffinee Lady」（スーパーフォーミュラ・KONDO Racing）でも共働していた。
またスーパー耐久・Floral RacingのRQを2019年・2020年の2年連続で務めており、特に2020年シーズンでは、最終戦として予定されていた鈴鹿での開催が中止となった結果、Floral Racing with UEMATSUがTCRクラスのシリーズチャンピオンとなった。
なお、ARTA GALS就任前の2019年1月には、東京オートサロンにARTAブースのモデルとして参加していた。
2022年はワンエイトを退所した小泉奈央の後任として、スーパー耐久シリーズのワンメイク供給パートナー『ハンコックタイヤ』のイメージガールに当たる「ハンコックガール」を担当。翌2023年も長坂有紗と共にハンコックガールを継続したが、同年3月12日に韓国で発生したハンコックタイヤ工場火災の影響により、第2戦の富士を最後にハンコックガールとしての活動を終了。その後同年7月末に行われた第4戦のオートポリスから、長坂と共に『テクノファーストレディ』として途中参加していた。
| 年     | カテゴリー                                          | チーム名                                            | 他メンバー                                              |
| ------ | --------------------------------------------------- | --------------------------------------------------- | ------------------------------------------------------- |
| 2017年 | スーパー耐久                                        | TOWAINTEC RQ                                        | 蒼川ことの                                              |
| 2017年 | スーパー耐久                                        | KONDO Racing 「ADVAN GAL」                          | 青山つばさ                                              |
| 2018年 | SUPER GT                                            | TEAM MACH 「マッハ車検GAL」                         | 久保田杏奈                                              |
| 2019年 | SUPER GT                                            | ARTA GALS                                           | 横町ももこ、綾瀬まお、結城みい                          |
| 2019年 | スーパー耐久                                        | Modulo Racing with DOME 「フローラルパンサーズ」    | 沙倉しずか                                              |
| 2020年 | SUPER GT                                            | ARTA GALS                                           | 綾瀬まお、神尾美月、はらことは、 藤澤響花、松田麻緒     |
| 2020年 | スーパー耐久                                        | Floral Racing with UEMATSU 「フローラルパンサーズ」 | 香月わかな                                              |
| 2021年 | SUPER GT                                            | ARTA GALS                                           | 綾瀬まお、神尾美月、沢すみれ、 はらことは、藤澤響花     |
| 2021年 | スーパーフォーミュラ                                | KONDO Racing「raffinee Lady」                       | 綾瀬まお、桜田莉奈、藤井マリー                          |
| 2022年 | ENEOS スーパー耐久シリーズ powered by Hankook       | ハンコックガール                                    | 長坂有紗                                                |
| 2022年 | SUPER GT                                            | ARTA GALS                                           | 神尾美月、沢すみれ、はらことは、 桜田莉奈、御子柴かな   |
| 2023年 | SUPER GT                                            | ARTA GALS                                           | 木村理恵、はらことは、藤井マリー、 沢すみれ、今井みどり |
| 2023年 | ENEOS スーパー耐久シリーズ powered by Hankook       | ハンコックガール                                    | 長坂有紗                                                |
| 2023年 | ENEOS スーパー耐久シリーズ supported by BRIDGESTONE | テクノファーストレディ                              | 長坂有紗 河村理紗 篠田奏心                              |
| 2024年 | SUPER GT                                            | ARTA GALS                                           | 木村理恵、はらことは、川瀬もえ、 広瀬晏夕、一之瀬優香   |
| 2025年 | SUPER GT                                            | ARTA GALS                                           | 川瀬もえ、広瀬晏夕、一之瀬優香                          |

### トラックドライバーとして
18歳で準中型免許、その後、中型免許、大型免許を順調に取得。レースや他の仕事がない日は、土日祝日以外は10トントラックに乗って運送の仕事をしている。

## 人物
- 趣味はゴルフ、音楽鑑賞、人間観察[雑誌 1]。
- 好きな色はピンクと白[雑誌 1]。
- 得意な料理は納豆パスタ[雑誌 1][1]。
- 事務所の先輩であった近藤みやび[注 6]を憧れとしている[雑誌 1]。

## 作品

### DVD
- Milky Way（2016年11月21日、RIP）
- 流線型ボディ（2024年3月22日、竹書房）

### 電子書籍
- sabra net e-book「ワイルド・しおり MEGA MAX」（2020年12月25日、小学館）[2]

## イベント出演
- 大阪オートメッセ2018「TRIAL」ブースコンパニオン（2018年2月10日 - 12日、インテックス大阪）[36]
- 東京オートサロン2019「ARTA」ブースモデル（2019年1月11日 - 13日、幕張メッセ）[25]
- 大阪オートメッセ2019「TRIAL」ブースコンパニオン（2019年2月9日 - 11日、インテックス大阪）[37]
- 大阪オートメッセ2020「TRIAL」ブースコンパニオン（2020年2月14日 - 16日、インテックス大阪）[38]
- 大阪オートメッセ2023「TRIAL」ブースコンパニオン（2023年2月10日 - 12日、インテックス大阪）[39]

## ラウンドガール
| 年     | 大会名 | ユニット名         | 他メンバー                                                                             |
| ------ | ------ | ------------------ | -------------------------------------------------------------------------------------- |
| 2019年 | K-1    | K-1 GIRLS team K-1 | 夏瀬まり、麻田ゆん、蘭、河辺ほのか、瀬野ユリエ                                         |
| 2024年 | RISE   | R-1SE Force        | 桜りん、セラ、七瀬なな、ぽぽちゃん、川瀬もえ、名取くるみ、益田アンナ、松田彩花、村上楓 |
| 2025年 | RISE   | R-1SE Force        | 桜りん、セラ、七瀬なな、川瀬もえ、名取くるみ、益田アンナ                               |